# Immanuel Nobel
Immanuel Nobel el Joven (/noʊˈbɛl/; sueco: [nʊˈbɛl]; 24 de marzo de 1801 – 3 de septiembre de 1872) fue un ingeniero sueco, arquitecto, inventor e industrial. Fue el inventor de torno rotativo usado en la manufactura del contrachapado. Fue un miembro de la familia Nobel y padre de Robert Nobel, Ludvig Nobel y Alfred Nobel. También experimentaba con nitroglicerina a menudo, junto con sus hijos, lo que provocó la muerte de su hijo Emil Oskar debido a una explosión en la factoría de Heleneborg, Estocolmo, en 1864.
Nobel se fue a vivir a Rusia en 1838 para vender sus invenciones en San Petersburgo, donde vivió durante dos décadas con su familia. Entre sus creaciones exitosas estuvieron una versión mejorada de una mina explosiva submarina que interesó personalmente al Zar Nicolás I de Rusia. Immanuel fundó una factoría de suministro de guerra, Fonderies et Ateliers Mécaniques Nobel Fils, que fue un negocio muy provechoso. Aun así, la muerte de Nicolás I en 1855 y el final de la guerra de Crimea en 1856 trajo un cambio en las políticas rusas y el nuevo zar Alejandro II ordenó un recorte severo en el gasto militar que finalmente situó a la compañía de Immanuel en serias dificultades económicas. En 1859, la gestión técnica de Nobel Fils fue traspasada al su hijo Ludvic y Immanuel regresó a Suecia. En 1862, la firma de Immanuel fue vendida a sus acreedores.